# Лаферте, Элиас
Элиас Лаферте Гавиньо (исп. Elías Lafertte Gaviño; 19 декабря 1886, Саламанка — 18 февраля 1961, Сантьяго) — чилийский коммунист, председатель Коммунистической партии Чили, сенатор (1937—1945 и 1945—1953) и кандидат в президенты страны на выборах 1927, 1931 и 1932 годов.

## Биография
Родился в семье рабочих. С 11 лет работал на разработках селитры, затем в типографии. В 1912 году принял участие в создании Социалистической рабочей партии, позднее ставшей Коммунистической партией Чили. Стал секретарём Луиса Эмилио Рекабаррена.
В 1926 году избран генеральным секретарем Рабочей федерации Чили. В 1929 году — членом ЦК Коммунистической партии Чили. Подвергался преследованиям и арестам, в результате был вынужден покинуть страну. В 1936 году избран в Политбюро КПЧ, в 1937 году принял участие в праздновании XX годовщины Октябрьской революции в Москве, а после избрания в сенат, вернулся в Чили. В 1939 году стал председателем ЦК КПЧ и занимал этот пост до своей смерти.